# Toon van Beek
Toon van Beek ('s-Hertogenbosch, 3 augustus 1914 – 's-Hertogenbosch, 13 november 1987) was een Nederlands voetballer en voetbaltrainer.
Van Beek speelde als voetballer bij BVV en na een 2,5 jarig uitstapje naar PSV keerde hij in 1941 weer terug bij BVV. Hij maakte deel uit van het elftal dat in 1948 landskampioen werd. Na afloop van dat seizoen nam Van Beek afscheid als voetballer en werd voetbaltrainer. Hij nam vanaf 1948 VVV zes jaar onder zijn hoede en was nadien nog werkzaam bij onder andere De Valk, De Spechten, BVV, Helmondia '55, Blauw Geel '38, RAC en LVV '58. Hij overleed in 1987 op 73-jarige leeftijd.

## Erelijst
BVV
| Nationaal     |    |         |
| Landskampioen | 1x | 1947/48 |